# Eurema xystra
Eurema xystra is een vlinder uit de familie van de witjes (Pieridae). De wetenschappelijke naam van de soort is voor het eerst geldig gepubliceerd in 1936 door D'Almeida.